# Sofie (verkeerslicht)

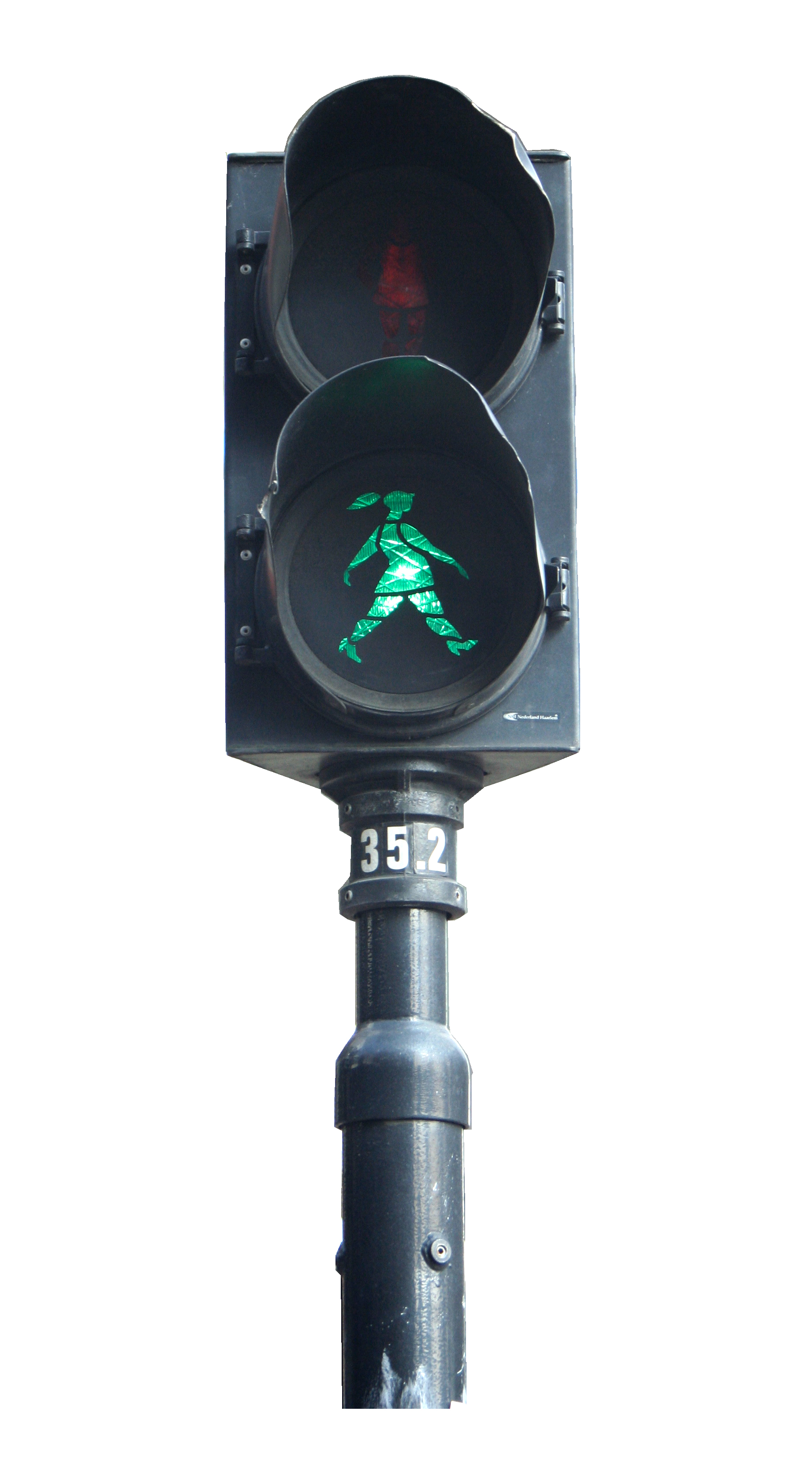
Sofie

Sofie is de naam van de vrouw in de verkeerslichten voor voetgangers dat voor het eerst in het jaar 2000 verscheen in Amersfoort en vervolgens in enkele andere Nederlandse steden.

## Ontstaan in Amersfoort
Eind 2000 verscheen zij voor het eerst op het kruispunt voor het gemeentehuis. Volgens de Amersfoortse Courant van 12 december 2000 kregen burgemeester en wethouders van Amersfoort een handgeschreven brief. 
Sofie stelde zichzelf voor als nieuwe burger in de stad en ze verscheen in een aantal verkeerslichten op de plek van het traditionele mannetje. Dit initiatief is door de gemeente Amersfoort omarmd. 
Inmiddels is Sofie op alle kruispunten tussen het centraal station en het centrum en op de Stadsring te zien. Het is de bedoeling dat ze in alle verkeerslichten in de stad komt, maar Sofie wordt alleen geplaatst als er nieuwe verkeerslichten komen. Sinds september 2005 siert Sofie ook de wegwijzers voor voetgangers in de stad en tal van andere organisatie gebruiken Sofie als beeldmerk van Amersfoort.
Het initiatief van deze actie blijft een mysterie, maar bleek dus succesvol. Volgens de ontwerper Marij Nielen heeft Sofie zijdelings met emancipatie te maken. Vrouwen vinden het gewoon leuk om zichzelf tegen te komen in de iconografie van de openbare ruimte.

## Verspreiding in Nederland
Vermoedelijk heeft burgemeester Annie Brouwer-Korf, die na haar ambtstermijn in Amersfoort burgemeester in Utrecht is geworden, Sofie ook meegenomen naar deze stad. Sinds 2004 is Sofie namelijk ook te vinden in het straatbeeld van Utrecht, onder andere op Vredenburg. Ook in Utrecht verschijnt Sofie overal waar de verkeerslichten worden vervangen, of waar nieuwe verkeerslichten worden geplaatst. Zo ook in Leidsche Rijn.
In Haarlem is Sofie sinds de zomer van 2005 te zien op kruising van de Grote Houtstraat en de Gedempte Oude Gracht. Ook in Hilversum is Sofie inmiddels gesignaleerd op de kruising van de Johannes Geradtsweg en de Jacob van Campenlaan, en bij de kruispunten met nieuwe verkeerslichten aan de Gijsbrecht van Amstelstraat (ter hoogte van de Vaartweg). In Deventer is Sofie ook te zien, op de kruising Rembrandtkade - Van Vlotenlaan. Verder in Veenendaal, Zwolle en ook richting een aantal Duitse middelgrote steden.
Wat betreft de rechtsgeldigheid stelt artikel 75 van de Regeling Verkeerslichten uit 1991 (onderdeel van het BABW, Wegenverkeerswet) alleen dat er in de lamp het symbool van een voetganger te zien moet zijn. De exacte vorm van deze voetganger is niet omschreven.

## Elders in Europa en in de wereld

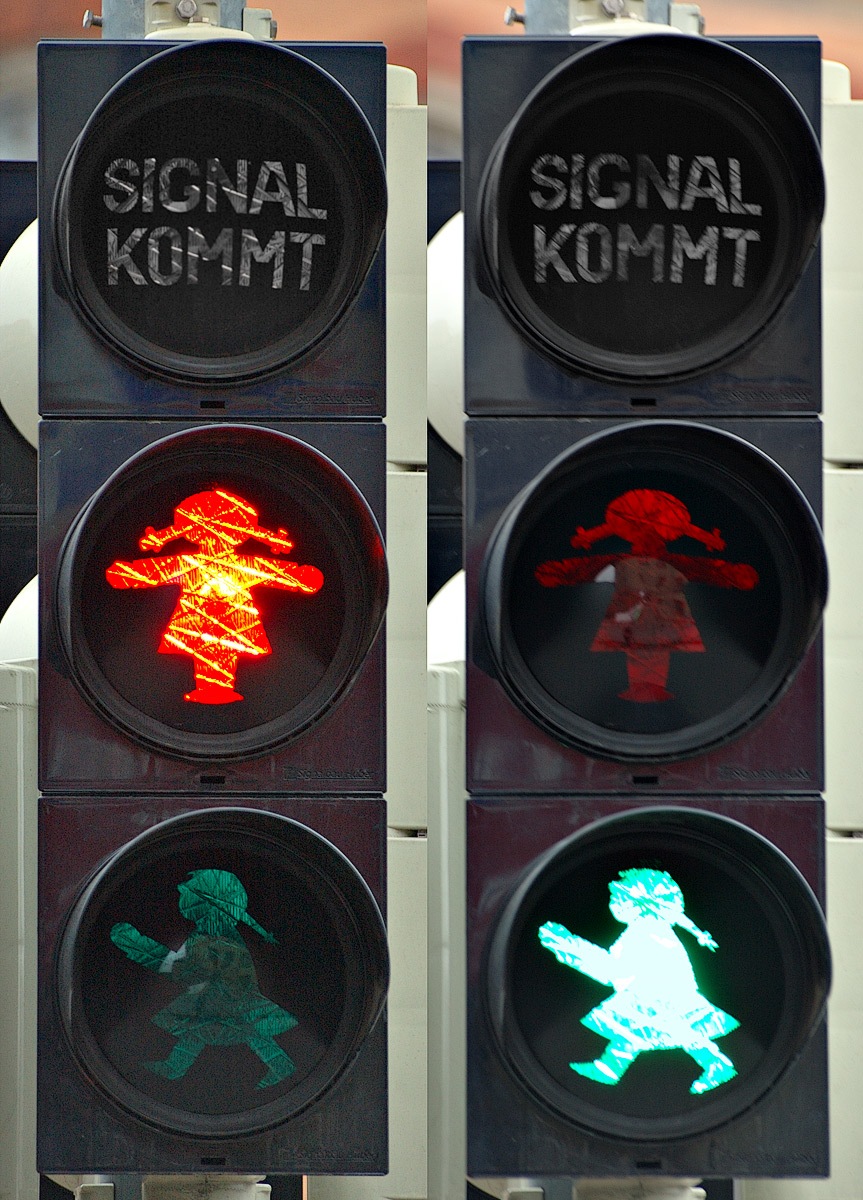
Het Duitse Ampelmädchen

Nederland is niet het enige land waar vrouwen in de verkeerslichten voorkomen. In november 2004 heeft de Duitse stad Zwickau het voorbeeld van Amersfoort opgevolgd met de eerste Ampelfrau in het Duitse straatbeeld. Deze vrouw lijkt niet op Sofie, maar is eerder het vrouwelijke evenbeeld van het bekende Ampelmännchen. Volgens de producent van de vrouw in Duitsland heeft de verschijning niets met emancipatie te maken, maar laat de vrouw gewoonweg meer licht door. Na een testperiode van drie maanden is het gebruik van de vrouw overal in Duitsland toegestaan, waarna ook Dresden direct is overgegaan op de vrouwelijke figuur.
In het Algemeen Dagblad van 25 juni 2013 werd vermelding gemaakt van Sofie levensgroot op een kunstwerk rondom een bouwplaats aan de Churchstreet in New York, in gezelschap van 98 verkeerslichtfiguurtjes uit de hele wereld. Het kunstwerk kreeg de naam Walking men 99 en is gemaakt door Maya Barhai uit Jeruzalem.